# Margot Benacerraf
Margot Benacerraf (ur. 14 sierpnia 1926 w Caracas, Wenezuela, zm. 29 maja 2024 tamże) – wenezuelska reżyserka, scenarzystka i producentka filmowa pochodzenia sefardyjskiego.
Studiowała w Paryżu w Institut des hautes études cinématographiques. Jej najbardziej znanymi filmami są dokumenty Reverón z 1952,  ukazujący życie wenezuelskiego malarza Armando Reveróna i Araya z 1959, dokumentujący życie pracowników kopalni soli na półwyspie Araya na północy Wenezueli.
Araya była zgłoszona na Międzynarodowy Festiwal Filmowy w Cannes w 1959, gdzie otrzymała nagrodę FIPRESCI wraz z Hiroszima, moja miłość Alaina Resnais.
W 1966 utworzyła Cinemateca Nacional de Venezuela i była następnie jej dyrektorem przez 3 lata. Następnie była członkiem komitetu organizacyjnego centrum kulturalnego Ateneo de Caracas.
W 1991 wraz z Gabrielem Garcíą Márquezem współtworzyła fundację Latin Fundavisual nastawioną na promocję sztuki audiowizualnej z Ameryki Łacińskiej w Wenezueli.
25 października 2012 Universidad Central de Venezuela zainaugurował videotekę jej imienia, który ma stać się zaczątkiem centrum Centro de Arte Metropolitano de la Ciudad de las Artes.